# 30 krajcarów (1775–1777)
30 krajcarów (1775–1777) – moneta trzydziestokrajcarowa, zwana również dwuzłotówką, bita dla Królestwa Galicji i Lodomerii w latach 1775, 1776 i 1777.

## Awers
Nad skrzyżowanymi gałązkami palmową i laurową umieszczono popiersie Marii Teresy, u dołu napis:

XXXXVIII EX MARCA
PURA VIEN:

pol. z grzywny wagi wiedeńskiej czystego srebra 48 monet. Dookoła znajduje się napis będący skróconą wersją pełnej tytulatury Marii Teresy:

M(aria) THERESIA.D(ei) • G(ratia) • R(omanorum).I(mperatrix) • HU(ngariae) • BO(hemiae) • GA(liciae) • LO(domeriae) • REG(ina).

Dalsza część tytulatury została umieszczona w napisie otokowym na rewersie.

## Rewers
Pod koroną znajduje się, podtrzymywana przez lwy, czteropolowa tarcza z herbami:
- Galicji – trzy korony,
- Lodomerii – dwa pasy szachowe,
- Oświęcimia – orzeł,
- Habsburgów – ukoronowana tarcza w środku.

Pod tarczą ozdobioną girlandami umieszczono napis „30•KR•”, na dole napis „I•C• F•A•”. Dookoła znajduje się napis będący brakującą częścią tytulatury Marii Teresy z awersu:

ARCHID(ux) • AUS(triae) • DUX • OSW(ecimiae) • ZAT(oriae)•

po nim rok bicia 1775, 1776 lub 1777 oraz „•”.

## Opis
Moneta została wybita w srebrze, w mennicy w Wiedniu. Litery IC oraz FA umieszczone na rewersie odnoszą się do dyrektorów mennicy – Johana Cronberga i Franza Aircherau. Zakończenie tytulatury Marii Teresy umieszczone na rewersie, w tym między innymi litera W zamiast V w „OSW”, zostało wymyślona przez Austriaków jeszcze przed I rozbiorem Polski dla podkreślenia pretensji do części dawnego Księstwa Cieszyńskiego, przejętego przez Monarchię Habsburgów w połowie XVII w.
Stopień rzadkości (szacowana liczba egzemplarzy) dla poszczególnych roczników przedstawia się następująco:
| Nominał      | Rocznik | Stopień rzadkości | Liczba egzemplarzy | Uwagi                                                                        | Zdjęcie |
| ------------ | ------- | ----------------- | ------------------ | ---------------------------------------------------------------------------- | ------- |
| 30 krajcarów | 1775    | R2                | 3001–15 000        | istnieje moneta bez popiersia Marii Teresy na awersie, stopnień rzadkości RR |         |
| 30 krajcarów | 1776    | R2                | 3001–15 000        |                                                                              |         |
| 30 krajcarów | 1777    | R2                | 3001–15 000        |                                                                              |         |

Według starszych publikacji monetę klasyfikowano jako bitą dla Księstwa Oświęcimsko-Zatorskiego. Współczesne opracowania zaliczają ją jednak do monet Galicji i Lodomerii. Przyczyną błędnej klasyfikacji tej monety przez kolekcjonerów końca XIX w. było umieszczenie pełnej tytulatury Marii Teresy podzielonej pomiędzy awers i rewers. Końcowa część tytulatury wymienia właśnie Oświęcim i Zator – jest to jednak tylko zakończenie pełnej tytulatury. Klasyfikacja jako monety bitej dla Galicji i Lodomerii przyjmowana jest również przez katalogi amerykańskie.